# جون إم. غيرارد
جون إم. غيرارد (بالإنجليزية: John M. Gerrard)‏ هو قاضي ومحامي أمريكي، ولد في 2 نوفمبر 1953 في سشويلير في الولايات المتحدة.